# Шёневальде
Шёневальде (нем. Schönewalde) — город в Германии, в земле Бранденбург.
Входит в состав района Эльба-Эльстер.  Занимает площадь 155,13 км². Официальный код — 12 0 62 461.
Город подразделяется на 15 городских районов.

## Население
| Год  | Население |
| ---- | --------- |
| 1990 | 4 163     |
| 1995 | 4 055     |
| 2000 | 3 939     |
| 2005 | 3 702     |
| 2010 | 3 307     |
| 2015 | 3 115     |
| 2020 | 3 056     |

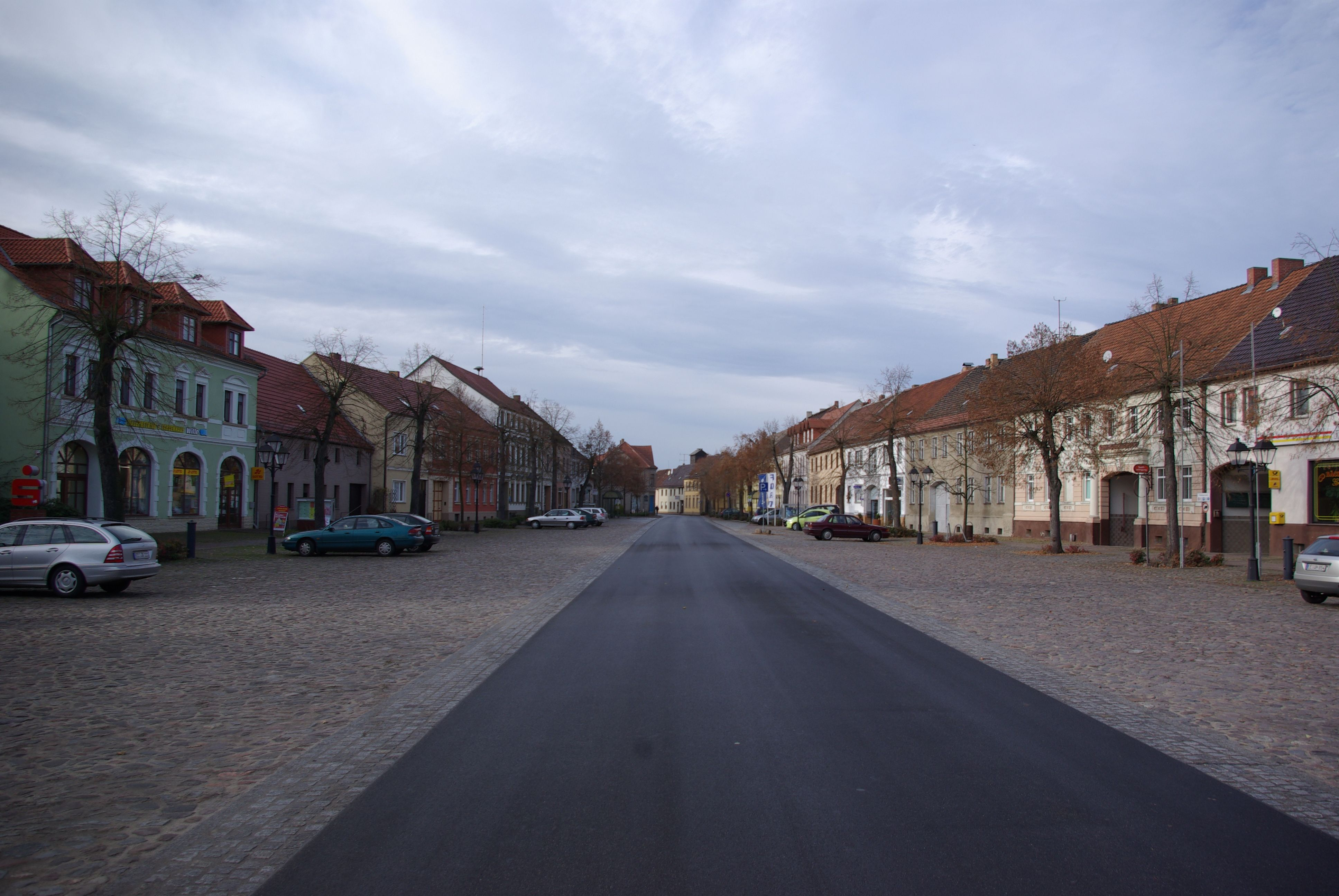
Marktplatz
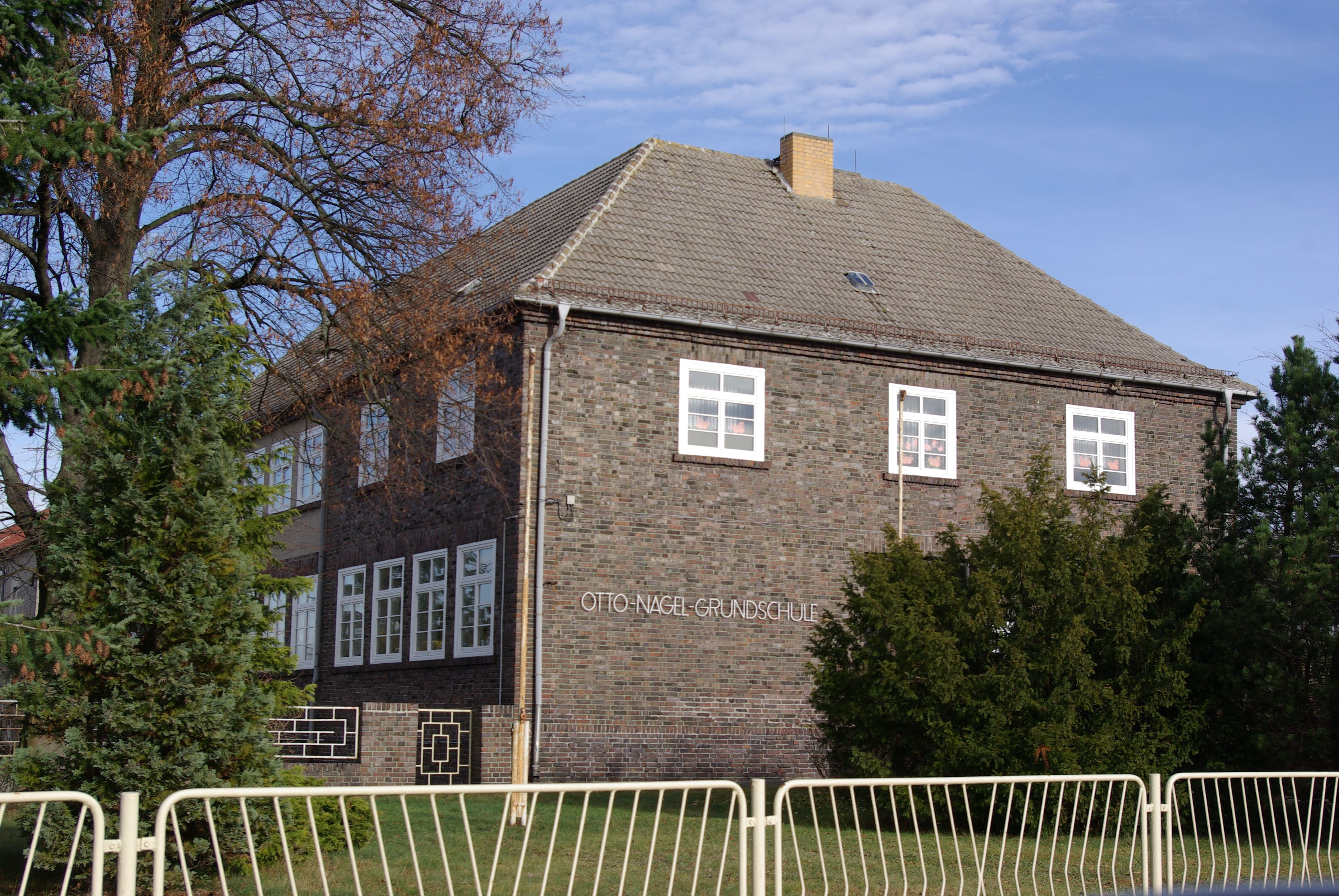
Otto Nagel-Grundschule
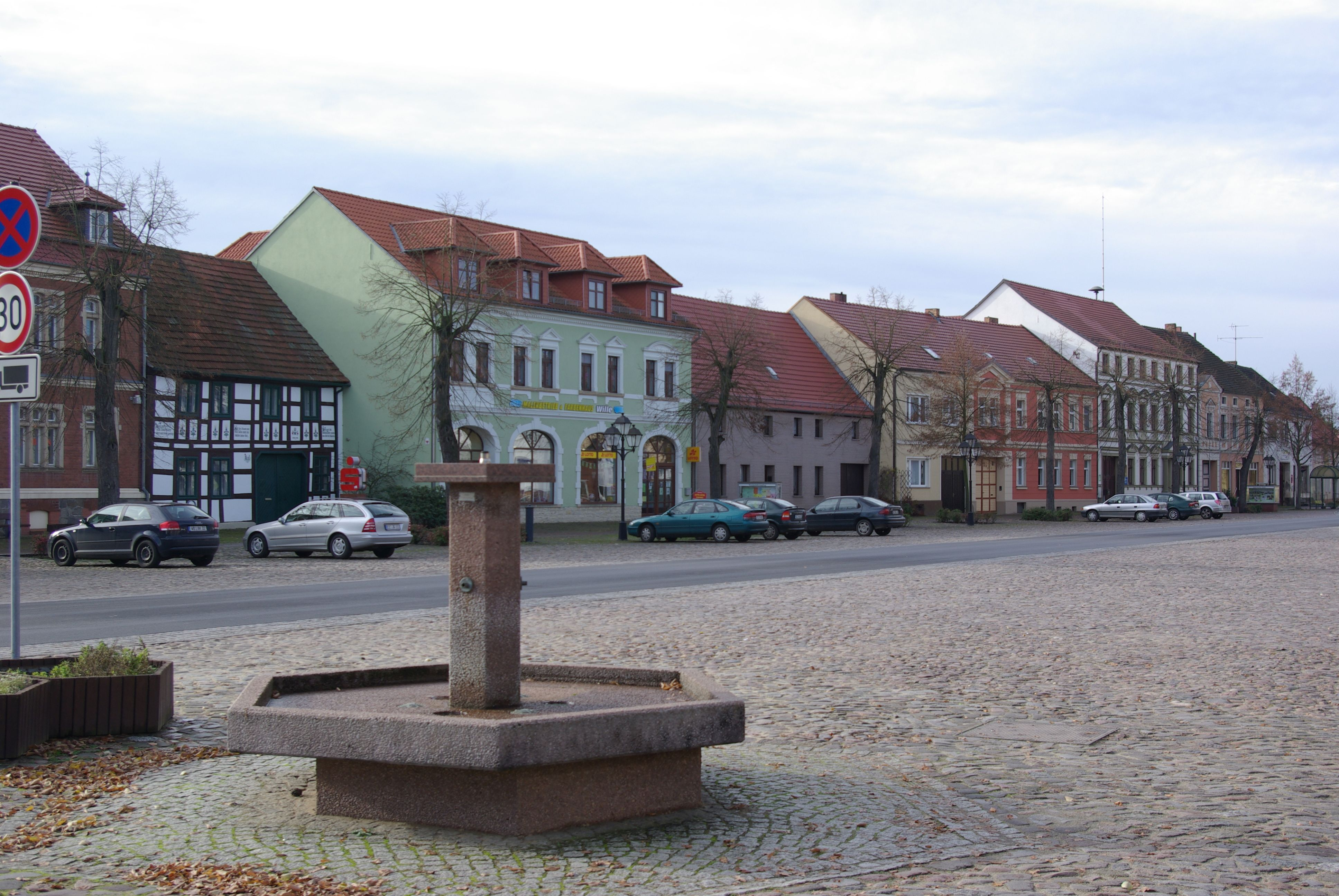
Schönewalde, Markt
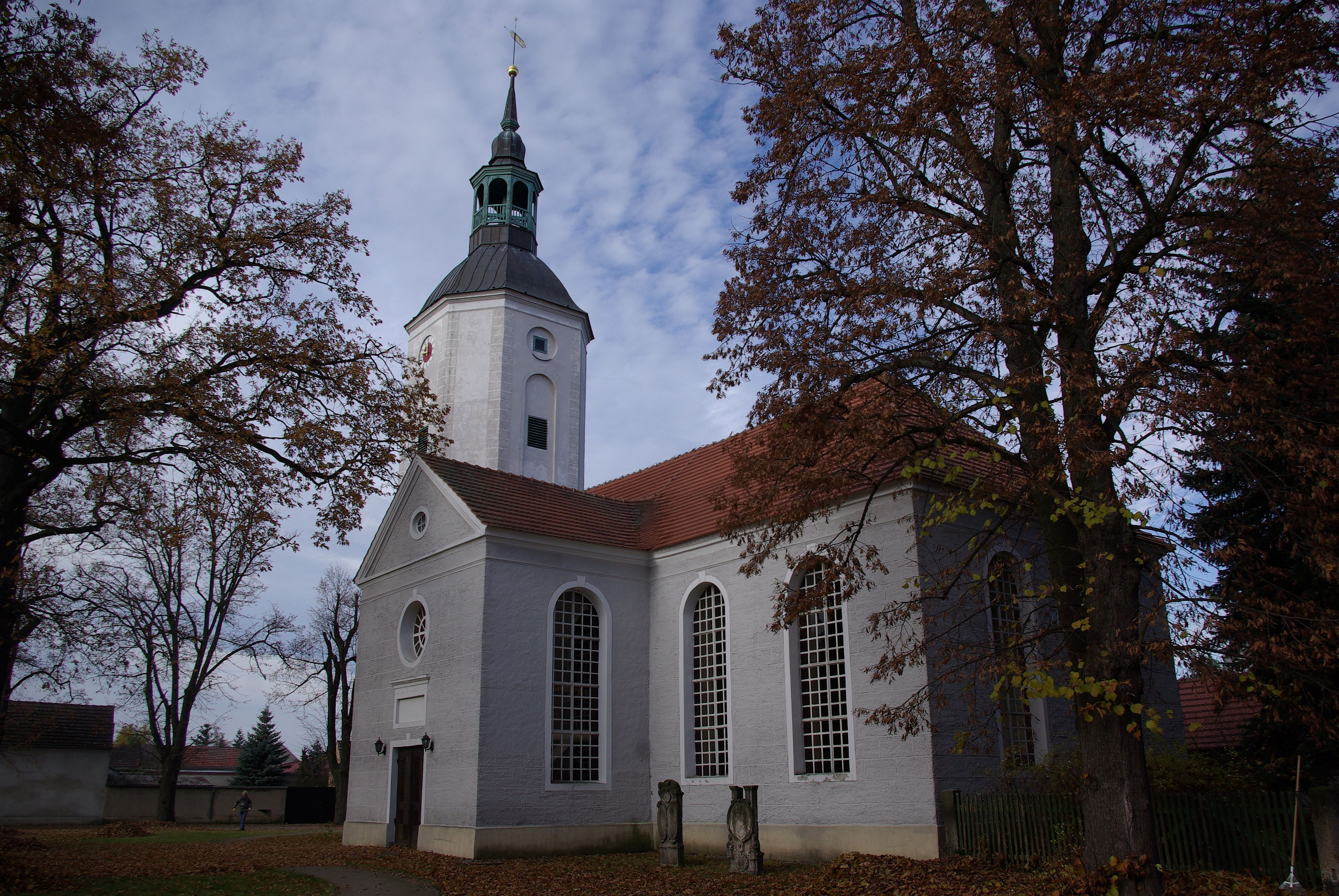
Schönewalde, Stadtkirche
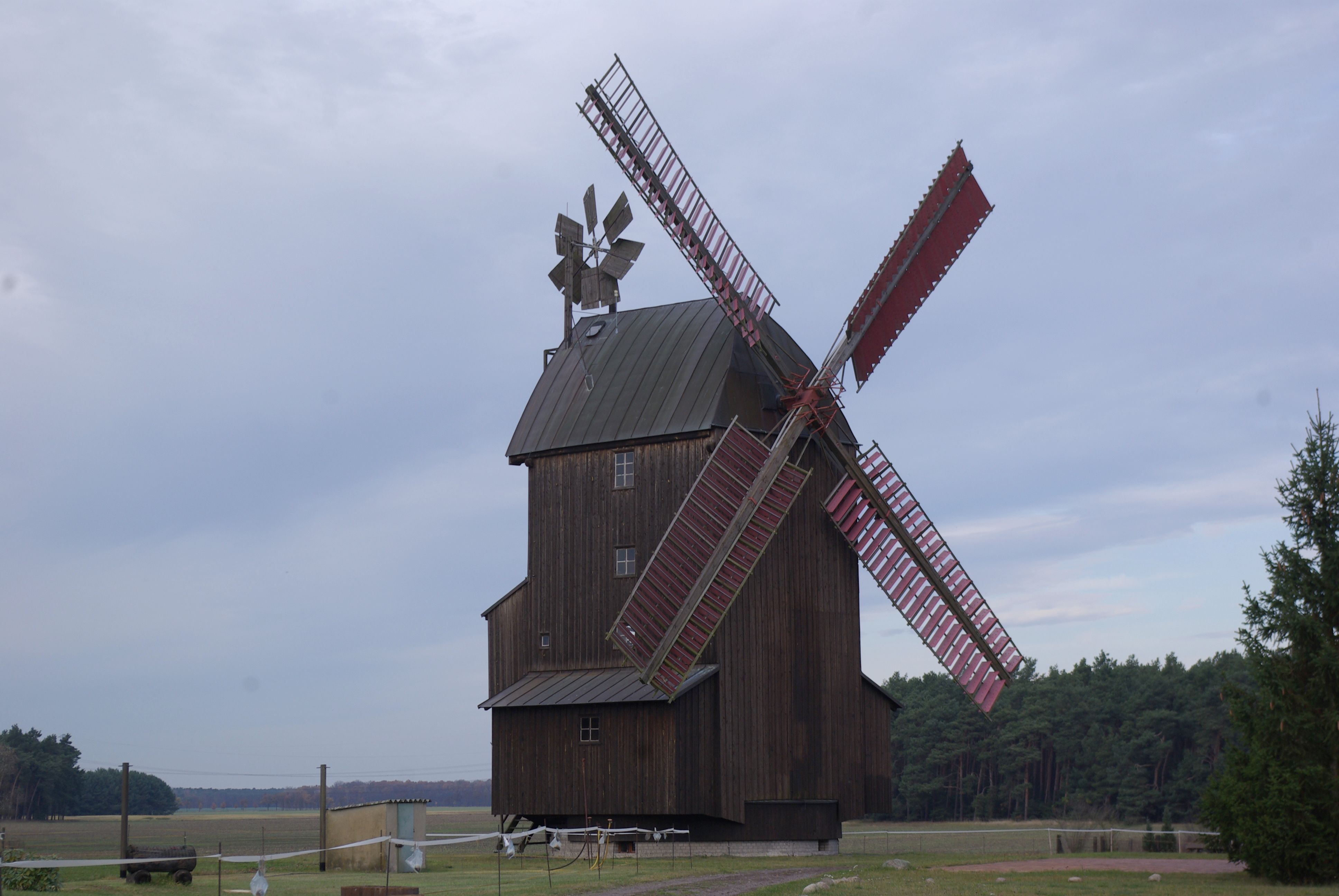
Paltrockmühle
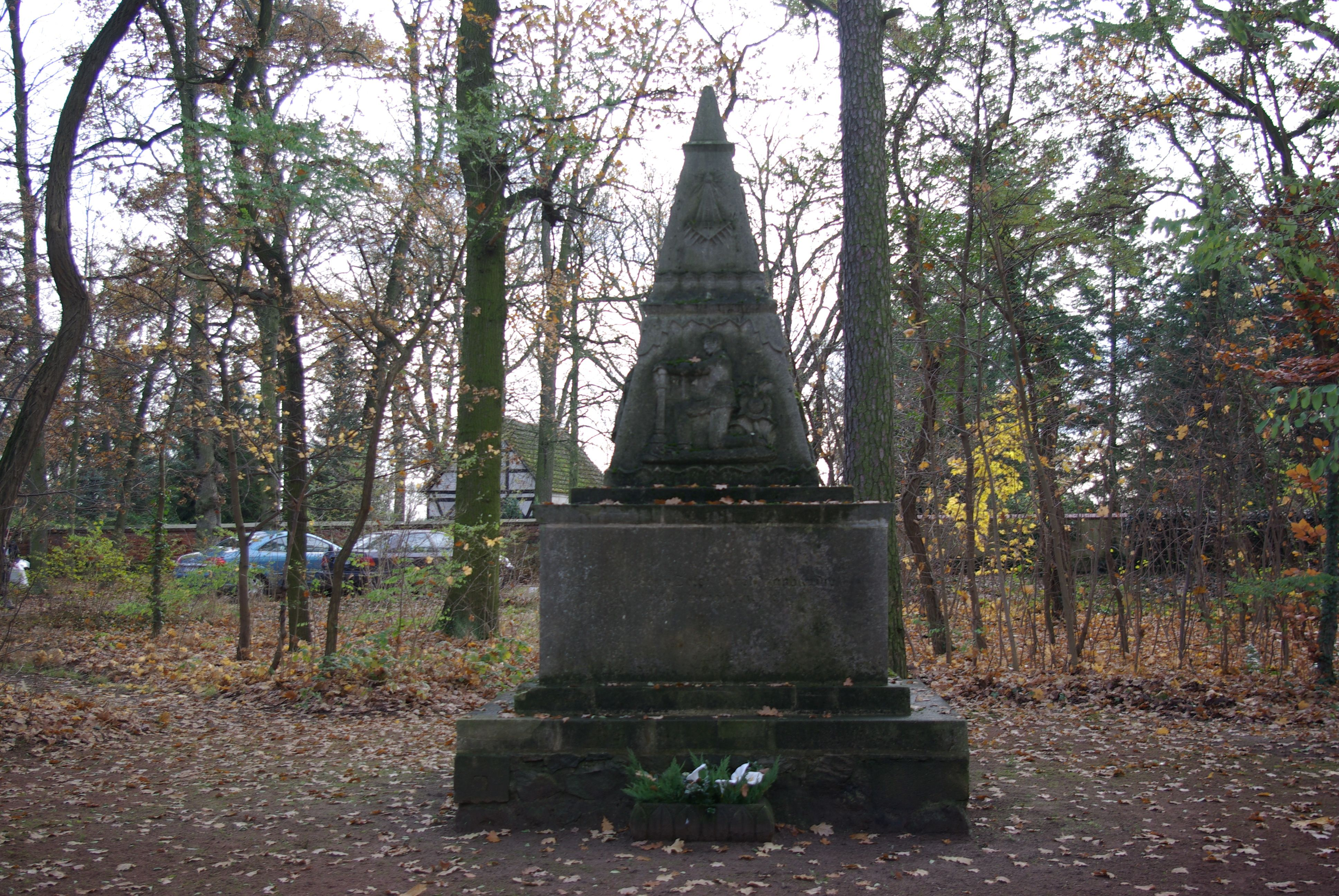
Kriegerdenkmal
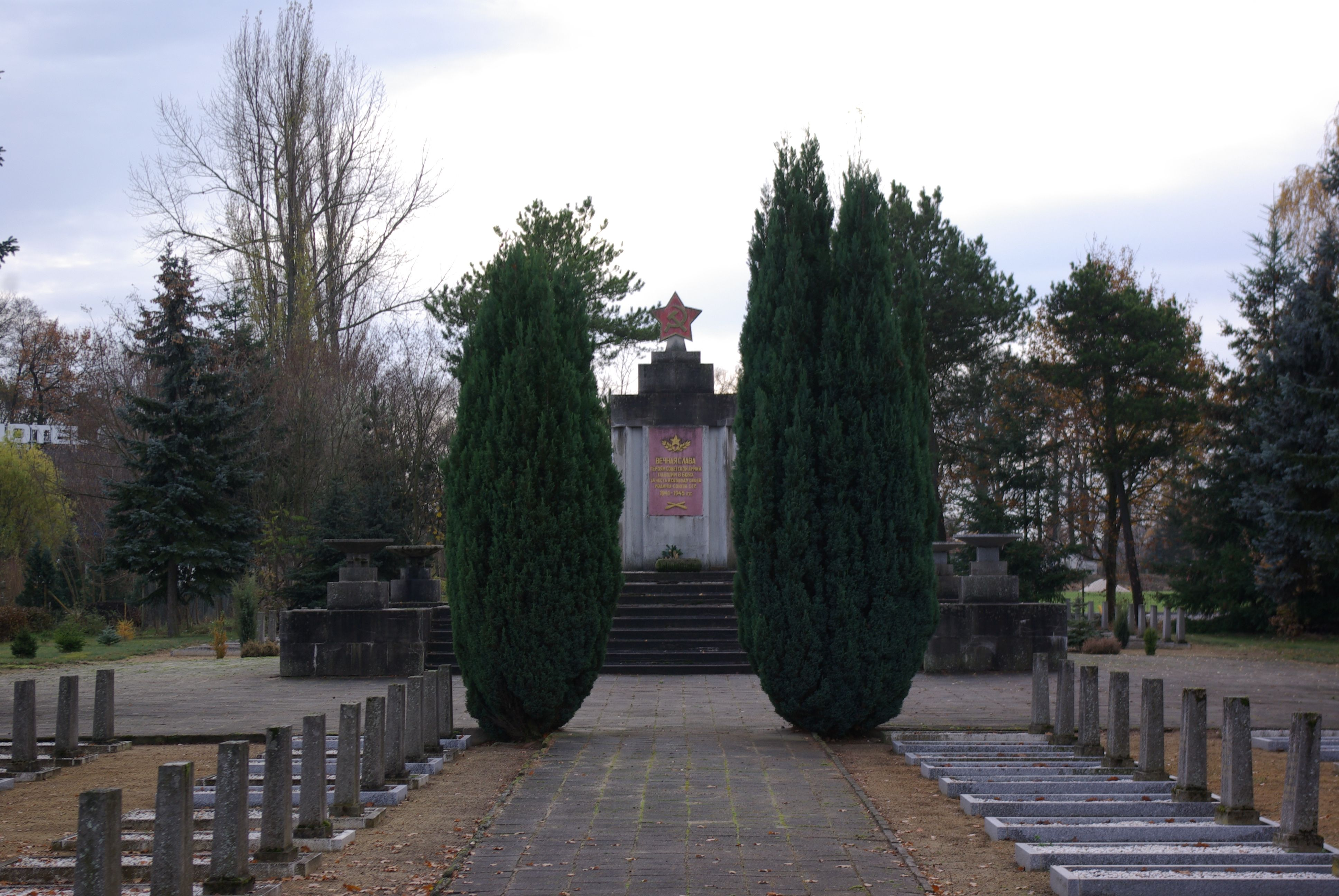
Ehrenmal